# Адлейба Денис Віталійович
Адле́йба Дени́с Віта́лійович (нар. 20 вересня 1985, Сухумі, СРСР) — український футболіст абхазького походження, що виступав на позиції півзахисника. Відомий передусім завдяки виступам у складі юнацької збірної України, резервних команд київського «Динамо», а також як близький друг Артема Мілевського. Після завершення кар'єри зайнявся автомобільним бізнесом.

## Життєпис
Денис Адлейба народився у місті Сухумі, однак займатися футболом на серйозному рівні почав після переїзду до Москви та зарахування до академії московського «Спартака». Під час створення групи підготовки Павла Яковенка низка юних спартаківців, серед яких був і Денис, опинилася у Києві, де хлопці стали частиною експерименту з підготовки гравців для системи київського «Динамо». У 16-річному віці Адлейба дебютував у друголіговому «Борисфені-2», де був одним з провідних гравців, після чого ще майже 4 роки намагався пройти крізь терени резервних складів динамівського колективу. Завадила успішному завершенню цієї справа важка травма, яку отримав юнак. Відновившись після більш ніж річної перерви, Денис пограв певний час у складі тернопільської «Ниви» та «Нафкома» з Броварів, після чого вирішив закінчити кар'єру у віці 21 року.
Після завершення активних виступів Денис Адлейба зник з поля зору шанувальників футболу, однак згодом виринув вже у іншій іпостасі: бізнесмена та гульвіси. Достеменно не відомо, чим вирішив зайнятися колишній футболіст, однак ходили чутки, що Адлейба був власником одного з київських автосалонів. Його постійно помічали у компанії свого друга — гравця «Динамо» та збірної України Артема Мілевського, разом з яким вони неодноразово ставали учасниками гучних вечірок, дорожніх скандалів та інших пригод. Разом з ними був помічений син відомого кримінального авторитета, пов'зяного з наркотиками, та за сумісництвом екс-чоловік співачки Анастасії Приходько — Нурі Кухілава, що за чутками був двоюрідним братом Адлейби. Після відрахування Мілевського зі складу «Динамо» Денис Адлейба допомагав йому працевлаштуватися у новому клубі, виконуючи функції агента.